# Vărbița, Plevna
Vǎrbița (în bulgară Върбица ) este un sat în Obștina Plevna, Regiunea Plevna, Bulgaria.

## Demografie
Componența etnică a satului Vărbița
     Turci (6,03%)
     Bulgari (85,28%)
     Romi (2,07%)
     Nicio identificare (6,6%)
La recensământul din 2011, populația satului Vărbița era de 530 locuitori. Din punct de vedere etnic, majoritatea locuitorilor (85,28%) erau bulgari, existând și minorități de turci (6,03%) și romi (2,07%). Pentru 6,6% din locuitori nu este cunoscută apartenența etnică.